# Говард, Эдуард (адмирал)
Эдуард Говард (англ. Edward Howard; 1476/77 — 25 апреля 1513) — английский аристократ, сын Томаса Говарда, 2-го герцога Норфолка, кавалер ордена Подвязки.

## Биография
Эдвард Говард был сыном Томаса Говарда, 2-го герцога Норфолка и его первой супруги Элизабет Тилни.
В юные годы служил под командованием отца, который был командующим английской армии, во время похода англичан в Шотландию.
Принадлежал к ближайшему окружению короля Генриха VIII. В войне с Францией возглавил английский флот, который вёл успешные боевые действия и наносил французам большие потери. Говард погиб в сражении (по одной из версий, когда пытался отомстить за погибшего в битве при мысе Святого Матфея своего друга Томаса Найветта).